# 乌突郡
乌突郡，中国南北朝时设置的郡。
北周大象元年（579年）置乌突郡，隶属于石州，治所在乌突县（今山西省临县西南三十五里曹峪坪村附近），下辖乌突县一县。辖境相当今山西临县等地。隋文帝开皇元年（581年）改为太和郡。